# Feedback (canción)
«Feedback» es una canción interpretada por la cantante estadounidense Janet Jackson. Es una canción de género R&B y dance-pop compuesta por Rodney Jerkins, Dernst Emile, Tasleema Yasin, y LaShawn Daniels, y producida por D'Mile y Jerkins. 
"Feedback" fue lanzada como el primer sencillo del décimo álbum de estudio de la cantante, Discipline. Fue anunciada como el primer sencillo del álbum en diciembre de 2007. Fue estrenada en la emisora de radio Z100 de Nueva York el 12 de diciembre de 2007, y fue lanzada a descarga digital el 29 de diciembre del mismo año en Estados Unidos. Fue distribuido a las emisoras de radio del resto del país el 7 de enero de 2008.
La canción fue bien acogida por la crítica especializada, quien la compararon favorablemente con "Rhythm Nation" y "Escapade". Jackson describió la canción como una metáfora para la tensión sexual. Janet promocionó la canción en varios programas de televisión dentro de los Estados Unidos. 
"Feedback" llegó hasta el número 19 en el Billboard Hot 100, Convirtiendo a la canción en el mayor éxito de Jackson en los Estados Unidos desde 2001, así como su 40° entrada al chart, haciéndola la séptima mujer en poder lograrlo. La canción llegó al número 3 en Canadá, y llegó al top 20 en varios países. El sencillo obtuvo modestas ubicaciones en Australia y Europa, y no entró en la lista del Reino Unido.
Janet filmó el vídeo de "Feedback" con el director británico Saam Farahmand, y el coreógrafo Gil Duldulao Jr. En el video, Jackson estaba acompañada por 8 bailarines. Los ensayos se llevaron a cabo una semana, y el vídeo tardó dos días en completarse. Fue subido a la cuenta VEVO de la cantante en Youtube, y hasta la fecha el vídeo tiene 13 millones de visitas. La canción también cuenta con más de una docena de remixes oficiales.

## Música y composición
Jackson salió de su estilo habitual con "Feedback", en un esfuerzo de actualizar su música. La canción fue compuesta y producida por Rodney Jerkins, Dernst Emile, LaShawn Daniels, Tasleema Yasin y D'Mile. Los productores desde hace mucho tiempo de Jackson, Jimmy Jam y Terry Lewis no contribuyeron ni para la canción ni para la composición del álbum. Inusualmente, Jackson no escribió ni coescribió ninguna canción del álbum. "Feedback" tiene elementos de 3 géneros musicales, lo que incluye las grapas de pop y R&B de Janet. El tercer género, electro, se juntan con las voces robóticas descritas como "robot-vocals", un efecto no muy habitual en los trabajos de la cantante. Al igual que al vídeo musical, Jackson describió la canción como "una metáfora para la tensión sexual", añadiendo que, "es una conversación provocativa que invita a la apertura de una zona en la que muchos de nosotros estamos cerrados." La canción contiene letras cargadas sexualmente, algo así como "algo pesado como el primer día del ciclo menstrual" y "Strum me like a guitar, blow out my amplifier", and took up much of review coverage.

## Lanzamiento y recepción
Jackson interpretó la canción en varios programas de televisión, incluyendo Good Morning America y TRL. Jackson también interpretó la canción en la giras "Rock Witchu Tour" y "Number Ones: Up Close and Personal Tour".

### Recepción crítica
Las respuestas críticas a la canción fueron mayoritariamente positivas. Billboard describió a "Feedback" como un "choque de buena fe" y notó que la canción "cuenta con un ritmo de baile elegante, pero más aún, proporciona un sing along en el gancho y una melodía distintiva — una nueva versión movida de 'All for You', quizás." Bill Lamb, en un artículo para About.com, dijo que Jackson "puede haber hecho un cuadrangular musical con esta canción", y luego la colocó en la lista de las '100 Mejores Canciones Pop de 2007' del sitio. En su revisión, Digital Spy notó que "Mientras que 'Feedback' no es un rival competitivo de baile, como por ejemplo, "Rhythm Nation" o "Escapade", tiene todo lo que quieres de un sencillo de Jackson: sonidos con bordes fuertes, numerosos puentes y suficiente actitud para compensar su voz."
Rolling Stone declaró, "Cuando Janet se jacta de que es pesada como un primer día de período... o canta con una voz de robot arrugada que es mejor que tu chica, toda la competencia de aficionados sólo debe empacar sus cámaras web y volver a casa". Slant dijo que ""Feedback" es solo un punto por encima de "All Nite (Don't Stop)", pero posee toda el descaro lírico que se prometió con 20 Y.O. y es por lo tanto algo de una reaparición de Janet". Otras revisiones fueron negativas. The Boston Globe describió a la canción con sarcasmo,  "La canción principal está compuesta llena de metáforas y analogías. Comparada con el violento y sucio contenido lírico de Damita Jo esto es una poesía." Al igual que el álbum, la canción fue criticada por insinuaciones sexuales y referencias, y recibió mucha cobertura de los medios.

### Recepción comercial
"Feedback" debutó en la lista Billboard Hot 100 en el número 84. En su décima semana en el chart, (coincidiendo con el lanzamiento del álbum), la canción saltó del 53 al 19, su máxima posición, haciendo el 29° top 20 de Jackson en la lista, y el primero desde "Someone to Call My Lover" en 2001. "Feedback" llegó al número 1 en el Hot Dance Club Play, llegando al número 7 en el Hot Digital Songs, y al 23 en el Pop 100.
En el Canadian Hot 100, "Feedback" debutó en el 48 el 12 de enero de 2008. En la misma semana en que subió al puesto 19 en el Billboard Hot 100, "Feedback" saltó del 22 al número 3 en la lista Canadian Hot 100, su máxima posición. En la lista anual del Billboard Hot 100, Feedback se posicionó en el número 90. La canción también llegó al top 5 en Grecia y al top 20 en Nueva Zelanda. En algunos países, particularmente en Europa, la canción fue un fracaso comercial. En Australia, la canción llegó al puesto 50. Llegó al 47 en Austria, y al 36 en Francia. En el Reino Unido, la canción no puedo ingresar en ninguna lista.

## Vídeo musical
La cantante filmó el vídeo de "Feedback" con el director británico Saam Farahmand en Nueva York. Las rutinas de baile en el vídeo fueron coreografiadas por Gil Duldulao, Jr. El vídeo fue estrenado en 106 & Park de BET el 8 de enero de 2008, y estaba disponible para verlo en el sitio de Yahoo! Music el mismo día. Dos diferentes versiones del vídeo fueron puestas a la venta en iTunes Store.
La versión deluxe del álbum incluyó un DVD titulado "The making of Discipline". El DVD se dividió en cinco capítulos, que documentan la producción del álbum, la dirección del video y la promoción. El tercer capítulo muestra los ensayos de la rutina de baile para el vídeo de "Feedback". El DVD revela que ocho bailarines practicaron durante una semana para comenzar a trabajar con Jackson. Los bailarines tuvieron tres días para ensayar con Jackson y otros 2 días para completar el vídeo. Jackson describió el vídeo como una metáfora para la tensión sexual. El cuarto capítulo del DVD trata sobre cómo se hizo el vídeo. Jackson le dijo al director que quería un concepto futurístico de mal humor, y a él se le ocurrió la idea de "saltar entre los planetas". El quinto y último capítulo del DVD muestra el vídeo ya terminado.